# Хафенлор (река)
Хафенлор (нем. Hafenlohr) — река в Германии, протекает по Нижней Франконии (земля Бавария). Правый приток Майна. Речной индекс 2456.
Образуется на территории общины Ротенбух. В верховье носит название Тиргартенбах (Tiergartenbach). Устье Хафенлора находится в одноимённой общине.
Площадь бассейна Хафенлора и Тиргартенбаха составляет 147,37 км². Общая длина реки 24,82 км. Высота истока Хафенлора (Тиргартенбаха) 370 м. Высота устья 143 м.
Система водного объекта: Майн → Рейн → Северное море. Перепад высоты 98 м.